# Ptychamalia sericea
Ptychamalia sericea är en fjärilsart som beskrevs av Paul Dognin 1910. Ptychamalia sericea ingår i släktet Ptychamalia och familjen mätare. Inga underarter finns listade.